# Friedrich Schulz (Politiker, 1795)

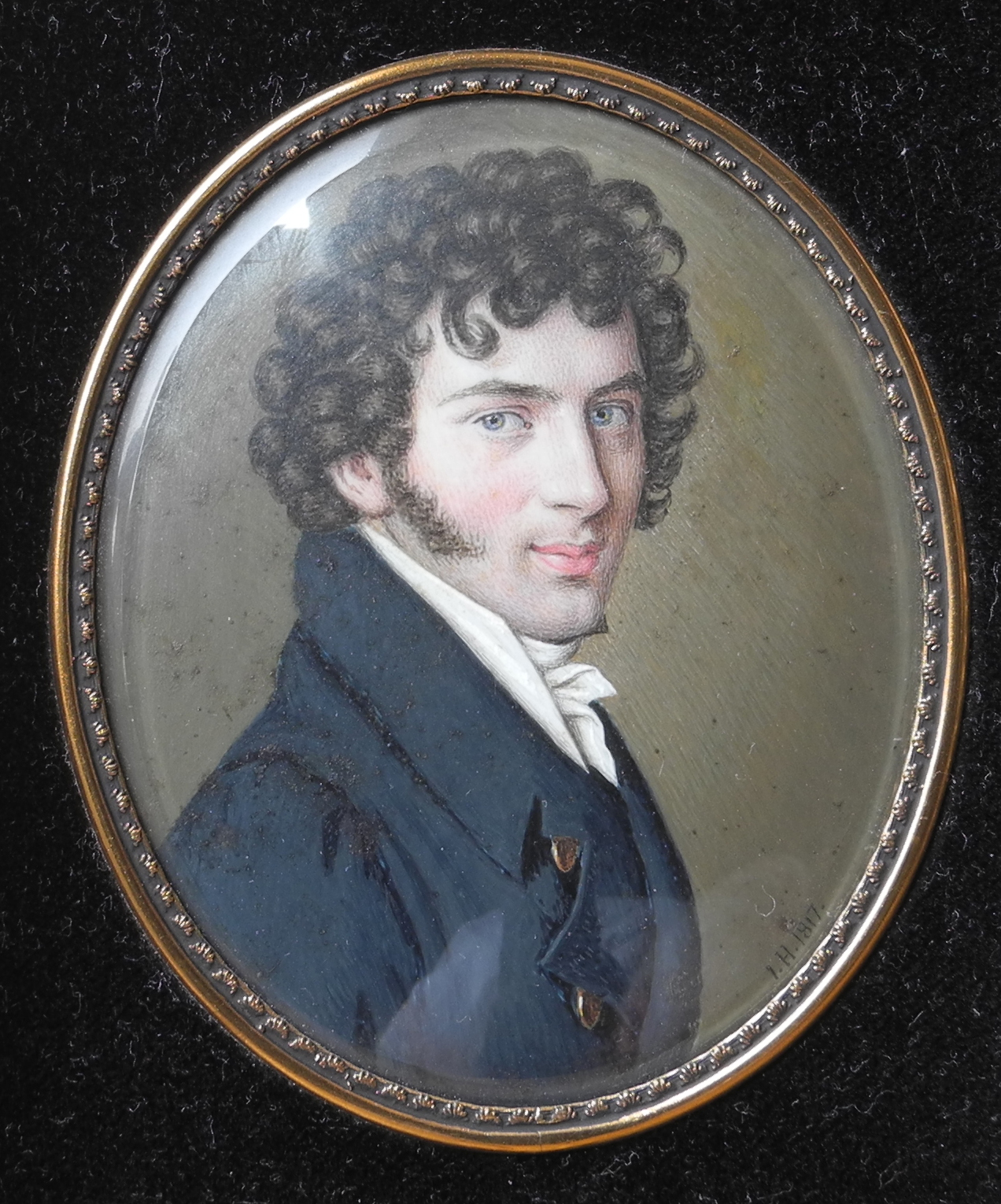
Johann Heusinger: Friedrich Schulz, Braunschweigischer Staatsminister, 1817

Friedrich Schulz (* 28. Februar 1795 in Braunschweig; † 1. Juni 1864 ebenda) war ein deutscher Jurist, Politiker und Staatsminister im Herzogtum Braunschweig

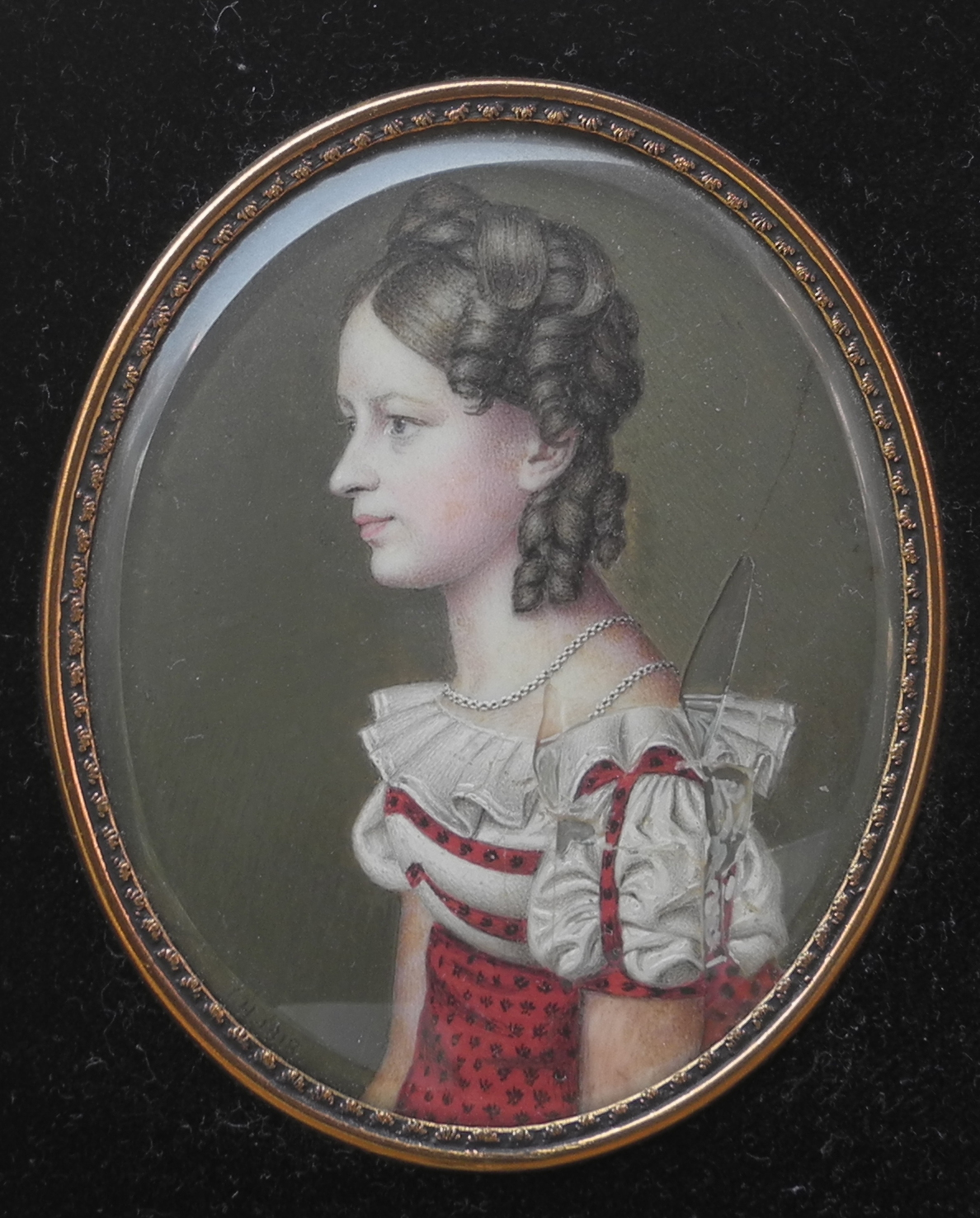
Friedrichs Ehefrau Anna geb. Heusinger - ebenfalls eine Bildnisminiatur von Johann Heusinger von 1818

## Leben
Sein Vater Hartwig Schulz war Hofprediger, Konsistorialrat und Prinzenerzieher am Braunschweigischen Hofe. Friedrich besuchte das Gymnasium Katharineum in Braunschweig und ging 1812 zum Studium der Rechtswissenschaften nach Göttingen, wo er sich noch in dessen Gründungsjahr 1813 dem Corps Brunsviga anschloss.

## Karriere
Nach seinem Studium begann er seine juristische Laufbahn als Aktuar beim Amt Salder. Weitere Stationen waren Kammerassessor ab 1818 und Kammerrat ab 1827. Kurz nach der Flucht des unbeliebten Braunschweiger Herzogs Karl II. im Jahre 1830 wurde er Ministerialrat und drittes stimmführendes Mitglied des Braunschweigischen Staatsministeriums. Das Prädikat Exzellenz erhielt er 1837. Zum Staatsminister wurde er 1843 ernannt. Dabei war er zuständig für die Departments der Finanzen, der Handelsangelegenheiten, der geistlichen und Schulsachen.
Schulz unterstützte die Pläne zur Errichtung einer Eisenbahn im Herzogtum und sicherte die staatliche Unterstützung für das Projekt. Durch seine Tätigkeit wurde die erste staatliche Eisenbahnlinie in Deutschland zwischen Braunschweig und Wolfenbüttel ermöglicht (Herzoglich Braunschweigische Staatseisenbahn). In den 1830er Jahren war Schulz die treibende Kraft bei der Reformierung des Collegium Carolinum, der Vorgängerinstitution der Technischen Universität Braunschweig. Am 3. Mai 1848 trat er auf eigenen Antrag von seinem Amt als Staatsminister zurück, da es zu Konflikten mit der Ständeversammlung über den Staatsetat gekommen war.
Schulz behielt bis 1862 die obere staatliche Leitung des Collegium Carolinum und das Präsidium des Konsistoriums der Braunschweigischen Landeskirche, das er seit 1838 innehatte. Im Jahre 1852 wurde ihm das Präsidium der herzoglichen Kammer übertragen. Schulz war Träger des Großkreuzes des Ordens Heinrichs des Löwen.